# (1865) Cerberus
(1865) Cerberus és un asteroide que forma part dels asteroides Apol·lo i va ser descobert per Luboš Kohoutek el 26 d'octubre de 1971 des de l'Observatori d'Hamburg-Bergedorf, a Alemanya.
Inicialment va ser designat i com 1971 ua. Més endavant es va anomenar per Cèrber, el gos guardià de l'inframón en la mitologia grega.

## Característiques orbitals
Cerberus està situat a una distància mitjana del Sol de 1,08 ua, podent allunyar-se'n fins a 1,584 ua i acostar-s'hi fins a 0,5757 ua. La seva inclinació orbital és 16,09 graus i l'excentricitat 0,4669. Empra 410 dies a completar una òrbita al voltant del Sol.
Cerberus és un asteroide proper a la Terra. Durant els segles xx i xxi passarà set vegades a menys de 0,2 ua de la Terra. L'alta excentricitat de la seva òrbita li permet aproximar-se també a Venus —a unes 0,076 ua el 15 de novembre de 1950— i a Mart —a unes 0,06 ua el 9 de maig de 1949.
Pel que fa a les característiques físiques, la magnitud absoluta de Cerberus és 16,84. Té un diàmetre de 1,2 km i un període de rotació de 6,804 hores. Té una albedo estimada de 0,22. Està classificat en el tipus espectral S.
Un estudi de 1989 va determinar que estava compost per un 65 % de plagiòclasi i un 35 % de piroxens, composició típica dels meteorits eucrítics.